# Цкалташуа
Цкалташуа (груз. წყალთაშუა) — село в Грузії.
За даними перепису населення 2014 року в селі проживає 132 особа.